# Gemeentehuis van Houten
Het Gemeentehuis van Houten bevindt zich in Houten aan het Onderdoor 25.
De ingang zat oorspronkelijk aan Het Kant maar in 2007 is de ingang naar het Onderdoor verplaatst. Om beter aan te sluiten met het geheel gemoderniseerde Rond, het nieuwe overdekte winkelcentrum De Spil en het nieuwe Station Houten is het gemeentehuis van 2005 tot en met 2007 gerenoveerd en kwam de ingang bij het Onderdoor te zitten. Deze renovatie heeft € 4.165.000,- gekost. Het gemeentehuis heeft een toren met daarin een fraai carillon dat enige overeenkomst vertoont met dat van het raadhuis van Hilversum.

## Geschiedenis
Het gemeentehuis van Houten heeft vanaf 1875 aan het Plein gestaan. Het huis kreeg in 1917 een extra verdieping, zodat er ook ruimte was voor de nieuwe gemeentesecretaris.
Na het bombardement van Houten in november 1944 ging de naast gelegen openbare school in het gemeentehuis verder. De ambtswoning van burgemeester Jacob Waller, dat hij in 1877 voor zijn gezin liet bouwen werd toen gemeentehuis. Dit huis draagt de naam "De Grund" en staat aan de Poort 42. Het deed dienst met diverse noodgebouwen in de tuin tot 1981. Vanwege de uitgroei van Houten was het personeelsbestand gegroeid van 8 ambtenaren in 1962, tot 84 in 1981. In dat laatste jaar werd aan de Standerdmolen een tijdelijk kantoor betrokken. In 1987 werd het huidige gemeentehuis betrokken.
Aan het eind van de jaren 1990 was er een wens voor een nieuw groter gemeentehuis. De kosten waren begroot op 51 miljoen gulden en hiervoor zou de OZB 40% moeten stijgen. Het gemeentehuis moest komen bij De Koppeling. Onder de burgerij brak protest uit en na het vertrek van burgemeester de Jonge verdwenen de plannen. In 2006 is het huidige gemeentehuis verbouwd.

## Trivia
- De naam Grundwegje heeft zijn naam te danken omdat de nabij gelegen voormalige burgemeesterswoning van voormalig burgemeester J. Waller als naam “De Grund” heeft.
- In de gevel van het gemeentehuis van Houten bevindt zich een gerestaureerde poort van kasteel Oud Wulven.[6]

## Fotogalerij

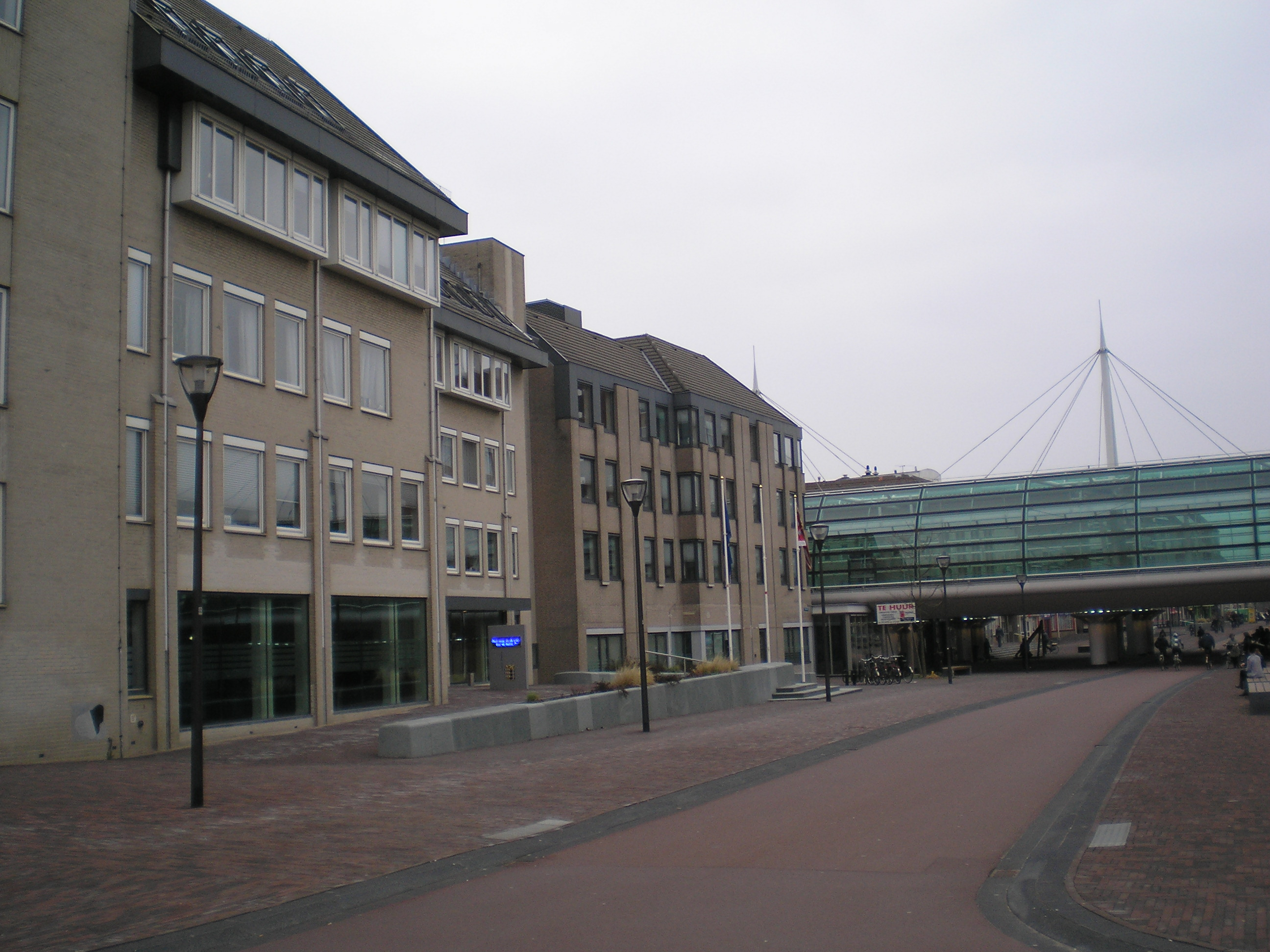
Gemeentehuis aan het Onderdoor 25 te Houten
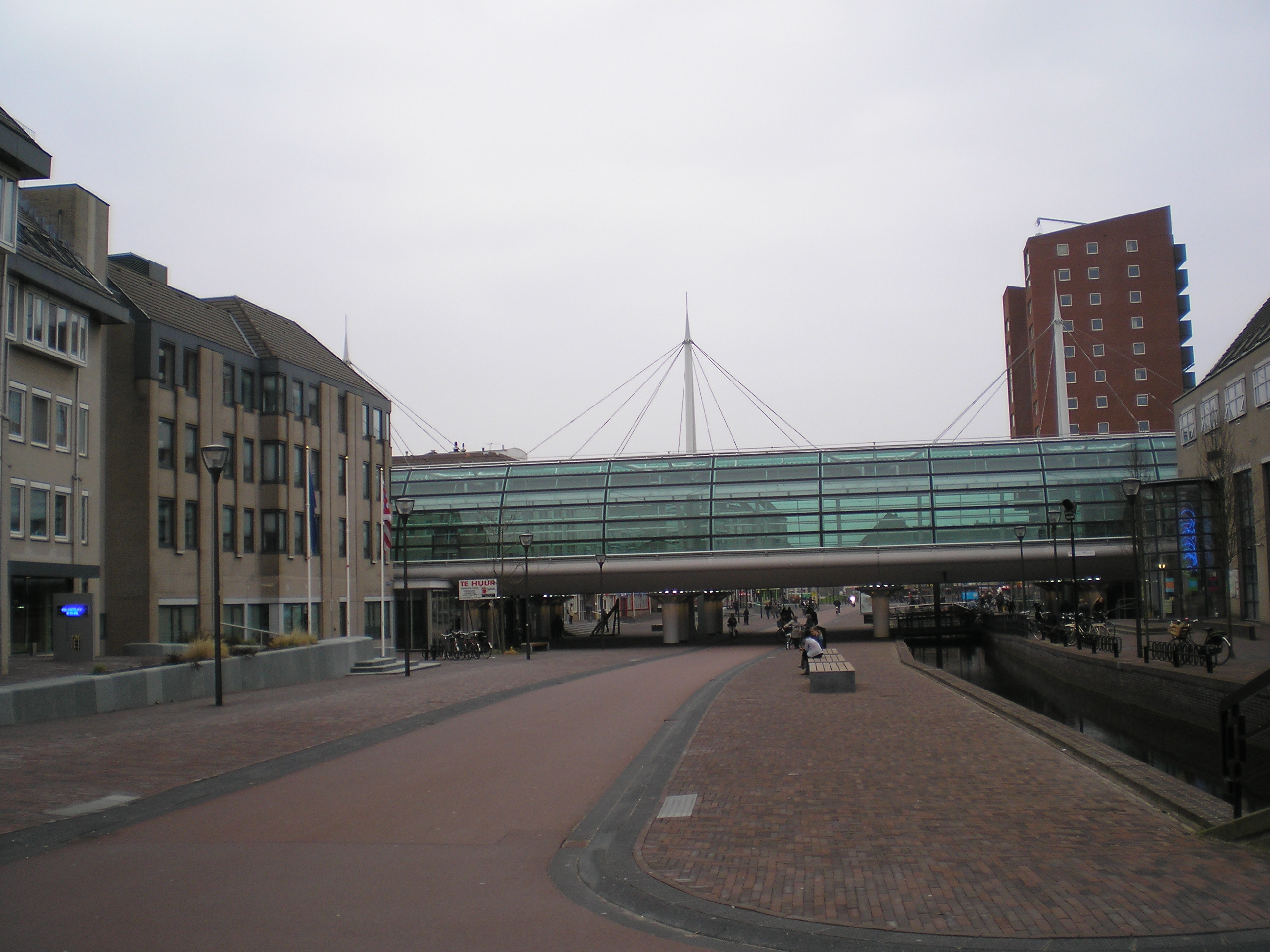
Vernieuwde NS-station met links het gemeentehuis Onderdoor 25 en rechts de bibliotheek Onderdoor 158 te Houten
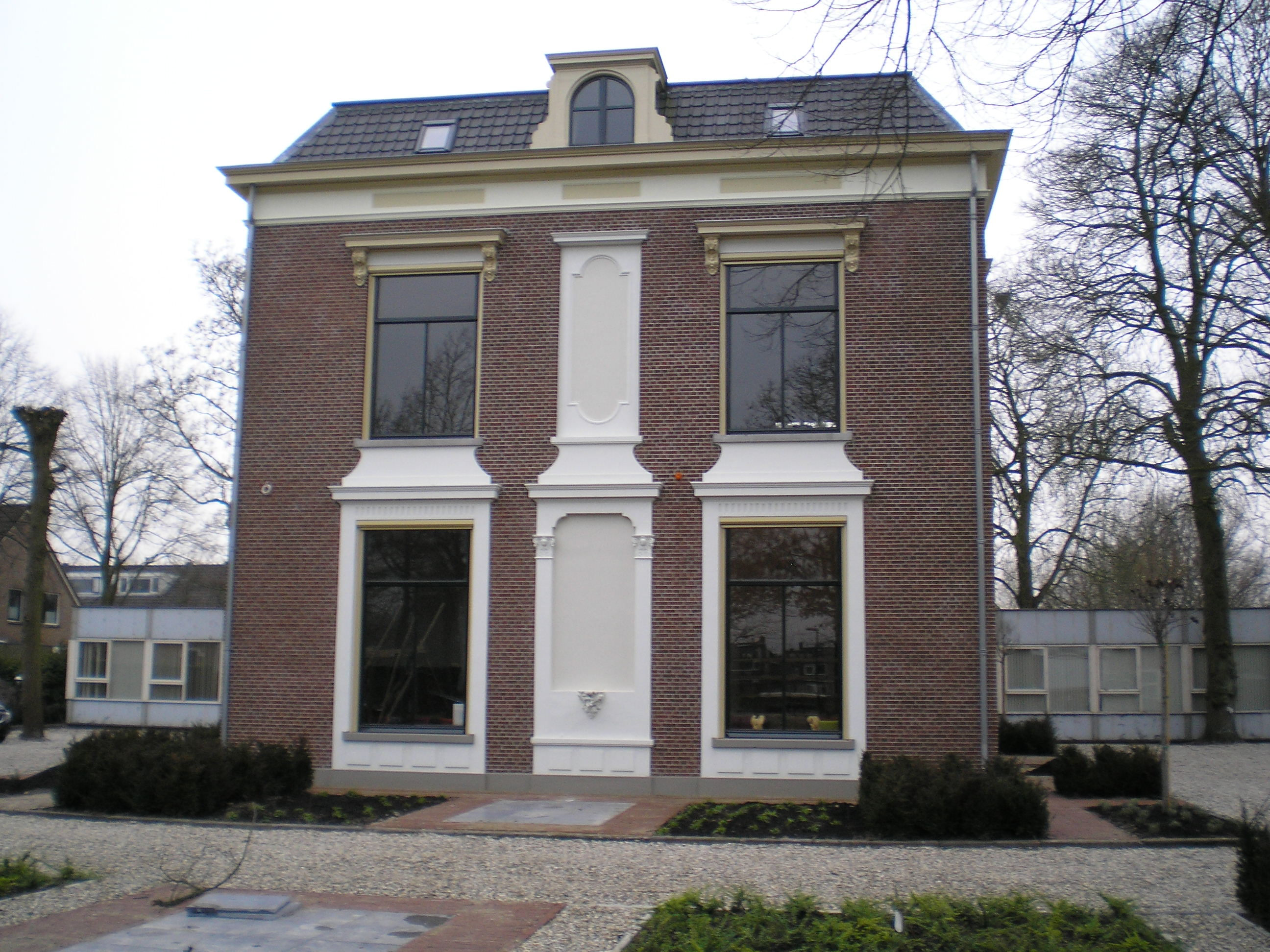
Voormalige ambtswoning burgemeester J. Waller, deze woning aan de Poort 42 heeft ook nog als gemeentehuis gediend na de oorlog
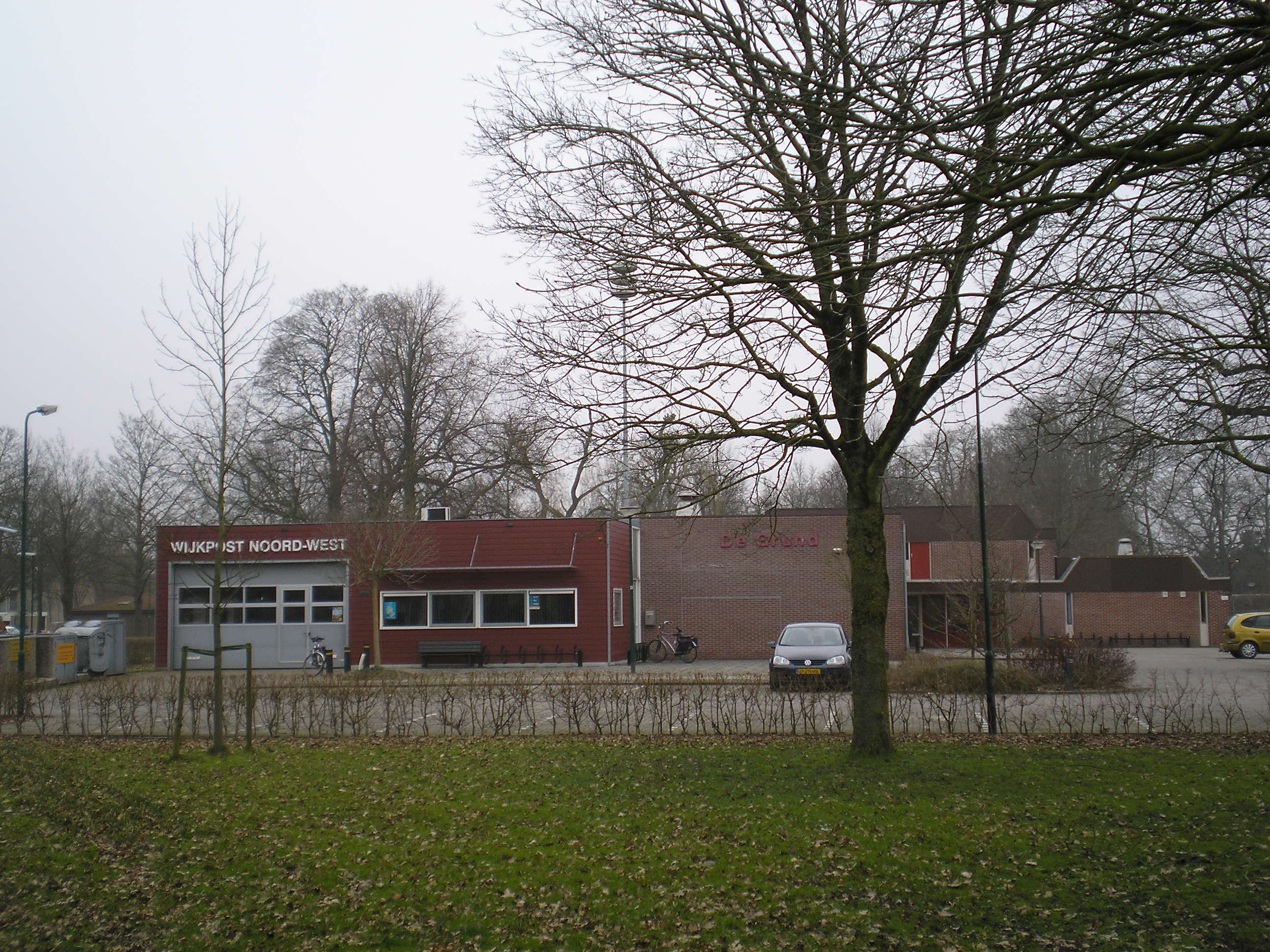
De Grund (Sociaal cultureel centrum) die zijn naam dankt aan de ambtswoning van burgemeester J. Waller aan de overkant
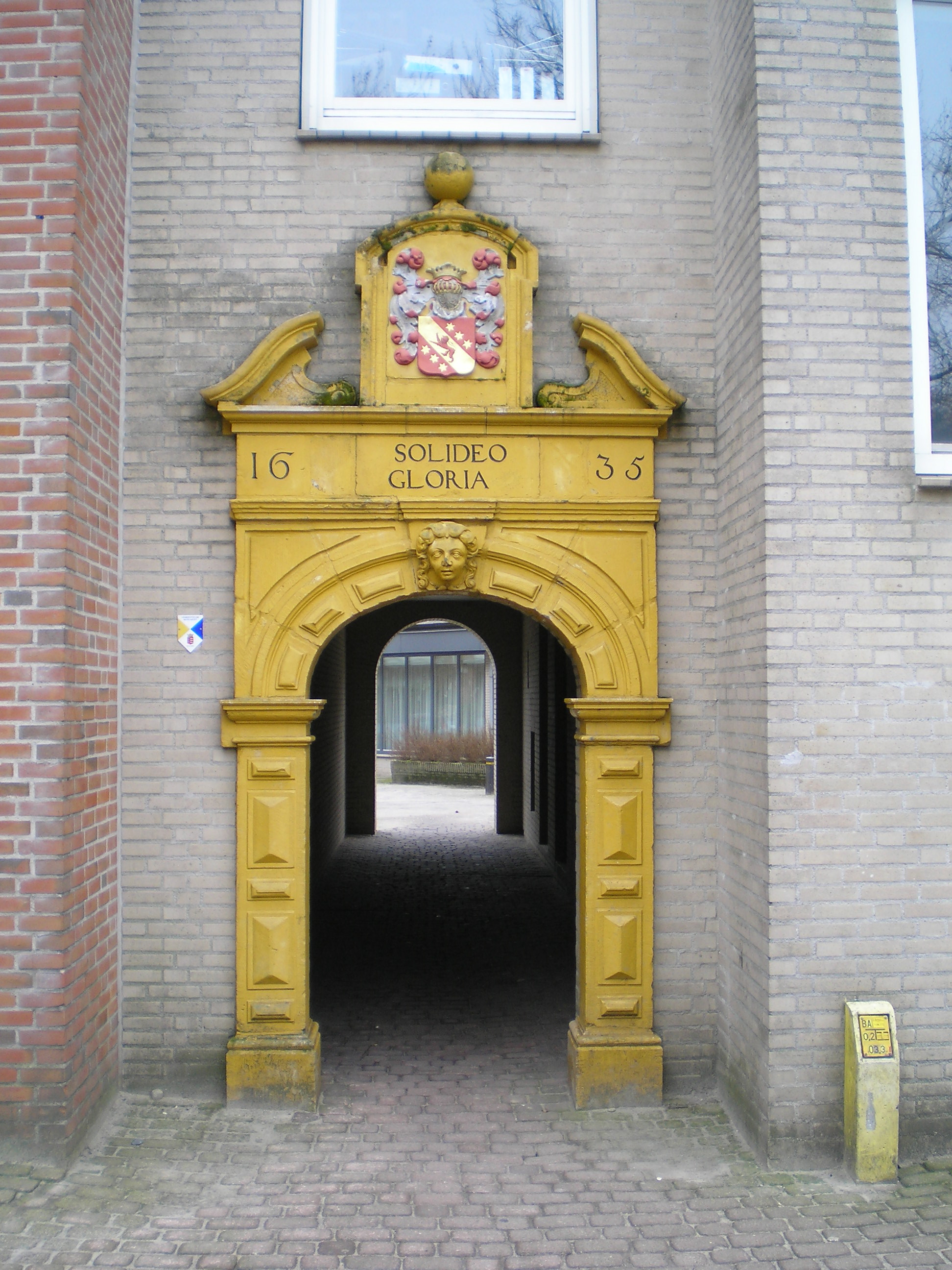
Oudenpoort van Kasteel Oud-Wulven in de gevel van gemeentehuis Houten in Nederland